# Nati nel 1209
| Questa pagina contiene informazioni ricavate automaticamente dalle voci biografiche con l'ausilio del template Bio e di un bot. L'aggiornamento è periodico e automatico e ricostruisce completamente la pagina. Se manca una persona in questa lista, sei pregato di non aggiungerla, ma accertati piuttosto che la sua voce biografica contenga il template Bio e che i dati anagrafici siano correttamente compilati. Se il template Bio manca, inseriscilo tu stesso o, in alternativa, metti l'avviso {{tmp\|Bio}} che ne segnala la mancanza. Se i dati riportati sono sbagliati, correggi direttamente la voce biografica; le modifiche saranno visibili in questa lista entro pochi giorni. Per chiarimenti vedi il progetto biografie. La lista contiene solo le 6 persone che sono citate nell'enciclopedia e per le quali è stato implementato correttamente il template Bio. Pagina aggiornata al 13 gen 2025. |

- 5 gennaio - Riccardo di Cornovaglia, re († 1272)
- 11 gennaio - Munke, condottiero mongolo († 1259)
- 21 luglio - Hamuro Mitsutoshi, poeta giapponese († 1276)
- Roger Bigod, IV conte di Norfolk, nobile inglese († 1270)
- Bettisia Gozzadini, giurista italiana († 1261)
- Valdemaro il Giovane, re danese († 1231)